# Скаполи
Ска̀поли (на италиански: Scapoli, на местен диалект Scapulë, Скапулъ) е село и община в Централна Италия, провинция Изерния, регион Молизе. Разположено е на 611 m надморска височина. Населението на общината е 776 души (към 2010 г.).